# Большая Березовка (приток Нёлыма)
Большая Березовка (в верховье Таловка) — река в России, протекает в Тюменской области. Устье реки находится в 58 км по правому берегу реки Нёлым. Длина реки составляет 39 км. Приток — Малая Березовка.

## Данные водного реестра
По данным государственного водного реестра России относится к Иртышскому бассейновому округу, водохозяйственный участок реки — Иртыш от впадения реки Тобол до города Ханты-Мансийск (выше), без реки Конда, речной подбассейн реки — бассейны притоков Иртыша от Тобола до Оби. Речной бассейн реки — Иртыш.